# ضغط الأقراص الدوائية

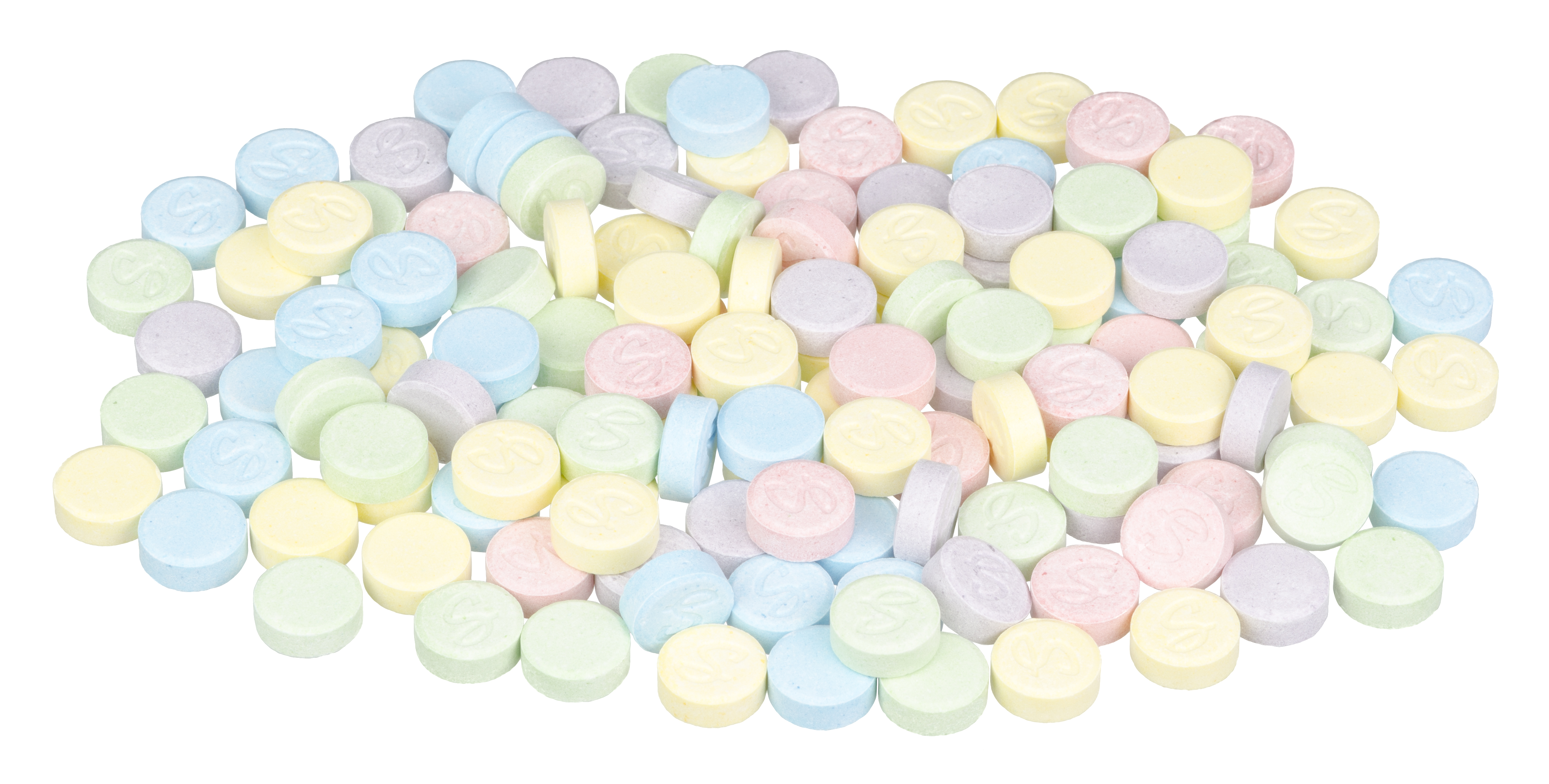

المضغوطات هي أشكال صيدلانية صلبة تحوي مقدار معين من المادة الفعالة active substance مجزأة لجرعات فردية، وتعتبر المضغوطات من أكثر الأشكال الصيدلانية ملاءمة لتناول الدواء لسهولة إدخالها عن طريق الفم orally، وغالباًدون تدابير إضافية أو إزعاج للمريض، وتحضيرها صناعياً بإنتاجية كبيرة يقلل من كلفتها، وإن ثبات مكوناتها وميزاتها المتعددة التي تنفرد بها عم باقي الأشكال الصيدلانية الأخرى أدت إلى إدخالها بطرق مختلفة للجسم لأغراض علاجية متعددة واستعمالها في مجالات أخرى.
للمضغوطات أشكال وأوزان مختلفة: منها ما يحضر بالقالب mold (فتسمى أقراص)، ومنها ما يحضر بالضغط compression (فتسمى مضغوطات compressed tablets).

## أنواع المضغوطات

### مضغوطات الاستعمال الداخلي
- الفوارة effervescent tab.
- الشدقية وتحت اللسان buccal and sublingual tab.
- المضغ chewable tab.
- تحت الجلد (الغروسات) hypodermic tab.

### مضغوطات الاستعمال الخارجي
- المهبلية vaginal
- المستخدمة لتحضير المحاليل.

### المضغوطات الملبّسة
- الملبسة سكرياً sugar coated tab.
- الملبسة بالفلم film coated tab.
- الملبسة معوياً enteric tab.

## طرق تحضير المضغوطات
1. الضغط المباشر Direct compression
2. الضغط بعد التحثير الرطب After wet granulation
3. الضغط بعد التحثير الجاف After dry granulation

## أنواع آلات الضغط
- آلات الضغط وحيدة المكبس Single Punch Press: تستخدم لتطوير الصيغ وإنتاج عدد قليل من المضغوطات للتجارب السريرية حيث تنتج (150 – 200) مضغوطة \ د.
- آلات الضغط ذات المكبس الدوّار Rotary Press: تنتج (000 10) مضغوطة \ د.
- آلات الضغط الهيدروليكية المؤتمتة Computerized Hydrolic Press

## سواغات المضغوطات Excipients
يجب أن تتمتع سواغات المضغوطات بالمواصفات التالية: عديمة السمية non-toxic و غير متنافرة compatible مع المواد الفعالة ولا تؤثر فعالية المادة الفعالة ولا تسرع تخربها ولا تؤثر على شكل المضغوطة من هذه السواغات:
1. الممدّدات Diluents
2. العوامل الرابطة Binders مثل: الصمغ العربي والجيلاتين وCMC.
3. المزلقات Lubricants وتقسم لـ (ممضادة للاحتكاك lubricant، مانعة للالتصاق antiadherent، منظمة للانسيابية glidants).
4. المفككات Disintegrating مثل النشاء
5. سواغات مختلفة (مبللة وملونة و....)

## الضغط المباشر (DC)
و هي العملية التي تضغط فيها المواد الفعالة والمساعدة مباشرةً دون معالجة مبدئية ( مثل التحيثر- - - - ) وهناك شروط هامة للقيام بعملية الضغط المباشر:
- أن تكون المساحيق ذات انسيابية جيّدة ولا تحتاج إلى تحثير لتحسين الانسيابية.
- أن ترتبط الأجزاء مع بعضها بشكل جيّد عند الضغط دون الحاجة إلى التحيثر (رطب أو جاف) أو إلى استخدام أو إضافة عامل ربط لربط الأجزاء.

وقد وجدت مجموعة من المواد في أوائل الستينيات والتي توافق هذه الشروط (من تماسكية cohesion وانسياب حر) مثل: كلوريد الصوديوم وكلوريد البوتاسيوم وكلوريد الأمونيوم والهيكسامين فلهذه المواد خواص تسمح لها بالانضغاط بدون أي شكل من أشكال المعالجة التحضيرية. وفي نفس الوقت تم إيجاد مادتين كانتا تستخدما كعوامل ممددة للمضغوطات ولا تحتاجا لمعالجة تحضيرية هما (اللاكتوز المجفف بالإرذاذ) و (السللوز دقيق التبلور).
ومعظم الأقراص يضاف لها سواغات ثمّ تضغط ومن هذه السواغات نذكر:
- السواغات المالئة: كاللاكتوز و السللوز دقيق التبلور
- السواغات المفتتة :مثل كاربوكسي متيل سللوز ( CMC)
- المزلقة (lubricants) مثل ستئرات المغنزيوم.

## محاسن ومساوئ الضغط المباشر:Advantages & Disadvantages

### المحاسن
- أسرع من طرق التحضير الأخرى.
- أقل تكلفة (قلة الأدوات- قلة الأيدي العاملة - - -إلخ).
- تتحمل فترات حفظ أطول لعدم استخدام الماء أو الحرارة.
- ذات مقاومة ميكانيكية عالية فتعطي مضغوطات أكثر ثباتاً من التحثير الرطب.

### المساوئ
- ارتفاع ثمن العديد من المواد المالئة في الضغط المباشر.
- صعوبة انتقاء السواغات حيث يجب أن تكون ذات صفات جيّدة من حيث الانسيابية والتجانس في حجم الأجزاء مع المادة الفعّالة.

## الصعوبات المواجهة أثناء الضغط (المشاكل)
- الانزلاق السيّء لبعض المواد في قمع التغذية ويؤثّر ذلك على تجانس وزن المضغوطة
- القدرة الرابطة السّيّئة التي يمكن أن تعالج عن طريق إضافة عوامل رابطة جافة دون تحثير مثل (الأفيسيل وMCC ).
- التفلع(التشقق) splitting و الاصطفاحlaminating بسبب احتجاز الهواء
- فصل الرأسcapping بسبب :-المكابس غير المصقولة أو غير النظيفة

## التحضير
يتم تنعيم المواد الفعالة والسواغات ثم توزن الكميات المطلوبة وتمزج وتجانس و تضغط.
وغالباً ما نحتاج إلى سواغات رابطة جافة لتحسين الضغط وجعلها ذات قدرة ربط عالية لإعطاء مضغوطات ذات قساوة مناسبة عند استعمال ضغط قليل.

## معايير الجودة والمتطلبات الدستورية
يتم التحقق من المعايير التالية بعد إنتاج كل وجبة لضمان أن معايير المنتوج المصنع قد تم الإيفاء بها وهي:
- فحص خصائص المضغوطة:(physical features) و هي شكل المضغوطة سواء كانت مستديرة أو مستطيلة، ثخينة أو رقيقة إضافة إلى اللمعان، اللون والملمس.
- فحص سماكة المضغوطات:(tablet thickness ( تختلف السماكة حسب الضغط المطبق وتحدد بقطر القالب وكمية المادة المالئة التي تدخل في القالب وقابلية التصاقها وقوة الضغط المطبق.

ولتوحيد سماكة المضغوطات يجب استخدام نفس المواد المالئة ونفس القالب وقوة الضغط نفسها والتي تؤثر بدورها على السماكة والقساوة هو المعيار الأهم ويؤثر على التفتت والذوبان.
- فحص تجانس الوزن: (weight uniformity) نزن (10) مضغوطات ونحسب المتوسّط ثمّ نحسب فرق كل مضغوطة عن المتوسّط الحسابي.
- فحص تجانس المحتوى:((content uniformity تتم مقايسة (10) وحدات جرعية إفرادياً ويتم الإقرار بتجانس المحتوى إذا كان مقدار المادة الفعالة في كل وحدة جرعية (85-115)%من المقدار المعلن عنه في اللصاقة ويجب أن تحتوي كل مضغوطة على نفس الكمية من المواد الفعالة.
- فحص المقاومة الميكانيكية (tablet hardness & friability): أي قساوة أو هشاشة المضغوطات وتتم آلية الاختبار بأن نطبق على المضغوطات قوة ضغط مقدارها(3000-40000) باوند وكلما كان الضغط المطبق أكبر كلما كانت المضغوطات أقسى، وتعد كل من أقراص المص والأقراص الشدقية أقراص قاسية بينما تعتبر الأقراص التي تطلق الدواء فوراً لينة.

و بشكل عام يجب أن تكون الأقراص قاسية بكفاية لمقاومة التكسر أثناء التداول ولينة بكفاية لتتفتت بشكل تام بعد البلع.
- فحص الرطوبة: نعاير المحتوى المائي بالمضغوطات.
- مراقبة التفتت: تغمر في الماء الحافظ في درجة حرارة 37 ْ م . يجب أن تتفتت الأقراص خلال الزمن المحدد في الأفرودة الفردية عادة 30 دقيقة ولكن تتراوح من حوالي دقيقتين لأقراص النترو غليسرين و 4 ساعات للأقراص الشدقية إذا لم يجتاز قرص واحد أو أكثر اختبار التفتت فيجب إجراء اختبارات إضافية.
- سرعة الذوبان: خصائص الذوبان تعتبر هامّة لأنّها تؤثر على امتصاص الدّواء وتوافره الحيوي.

## الممدّدات المستخدمة بالضغط المباشر
هي مواد تم تعديل خواصها الفيزيائية لتعطي درجة مناسبة من الانسياب وقابلية الضغط compressibilit وتصنف وفقاً لمصدرها إلى:
- السللوز مشتقاته.
- مواد لا عضوية (فوسفات الكالسيوم)
- متعددت الأغوال (السوربيتول والمانيتول) تعد بديلة عن اللاكتوز في حال التنافر.
- السكاكر (السكاروز واللاكتوز والدكستروز).
- مزائج أخرى مناسبة.

## اللاكتوز
يتواجد بشكلين متصاوغين :ألفا لاكتوز وبيتا لاكتوز وممكن أن يتواجد بشكل بلوري أو لا بلوري. الألفا لاكتوز البلوري يكون بأحد شكلين إما وحيد الماء وإما لا مائي..أما البتالاكتوز فيتواجد بشكل لامائي فقط.
يعتبر الألفا لاكتوز البلوري وحيد الماء هو العامل الممدد الأكثر استخداماً بالمضغوطات ذات التحثير لكنه قليل الاستخدام بصيغ الضغط المباشر بسبب خواصه الانسيابية والرابطة السيئة.
أما أول نوع لاكتوز استخدم كممدد بصيغ الضغط المباشر فهو اللاكتوز المجفف بالإرذاذ فهو يظهر خواص انسيابية ممتازة بسبب شكله الكروي لكن قدرته على تشكيل مضغوطات قوية محدودة لذلك يوضع بالمضغوطات التي يشكل فيها العامل الفعال.
و اللاكتوز اللامائي من نوع بيتا لاكتوز مع 25% ألفا لاكتوز لامائي. انسيابيته جيدة ويشكل مضغوطات أكثر تماسكاً من أنواع اللاكتوز الأخرى وهو أكثر انحلالاً من المصاوغ ألفا.
و يصنع الالفا لاكتوز اللامائي بالتجفيف الحراري أو الكيميائي للألفا لاكتوز وحيد الماء. و هو ذو خواص انسيابية ورابطة جيدة لكن حدّ من استخدامه القدرة المحدودة للمضغوطة المحتوية عليه على الانحلال.
- بشكل عام يستخدم كعامل ممدد ومالئ بالكبسولات الفموية وفي تصنيع المضغوطات.
- تتجلى الآثار العكسية بعد تحمل اللاكتوز lactose intolerance الذي يظهر عند بعض الأشخاص الذين لديهم عوز بأنزيم اللاكتاز المعوي والذي يظهر عند ابتلاع كميات كبيرة من هذه الأشكال الجرعية.

### Lactopress®
مسحوق أبيض من اللاكتوز جيد التدفق. ويتوفر بشكلين: المجفف بالإرذاذ واللامائي مع اختلاف بحجم الجزيئات. وبسبب انسيابيتها الجيدة وتوافقها مع المواد كان الـ Lactopress هو الممدد المثالي في مضغوطات الضغط المباشر. وهي مناسبة في التطبيقات التي تحتاج لانسيابية جيدة.

## الأفيسل (Avicel)
هي عبارة عن سللوز فائق التبلور (microcrystslline cellulose) يستحصل من سللوز الخشب ولا يحتوي على ألياف ولا على أجزاء غير متبلورة، وزنه الجزيئي بين 3000-5000، رطوبته تتراوح بين 1-5 %، تتمتع بقوة رابطة تفوق جميع العوامل الرابطة الجافة الموجودة في التجارة والمستعمَلة في الضغط المباشر. زيادة نسبة الآفيسيل في المضغوطة تزيد من قساوتها وتخفض من زمن تفتتها وهشاشتها فهذه المواد لها تأثير رابط ومفكك في نفس الوقت حيث أن لها القدرة على امتصاص الماء والانتباج. و يمكن استعماله في تقنية التحثير الرطب وعندها يفضَّل قسم الكمية المضافة إلى قسمين، قسم يضاف أثناء التحثير الرطب والقسم الآخر يضاف أثناء عملية تعفير الحثيرات مع المفككات والمزلقات. و توجد له أصناف متعددة في التجارة:
1-	آفيسيل Avicel PH 101 : أبعاد أجزائه أقل من 50 ميكرون، ورطوبته النسبية أقل من 5%.
2-	آفيسيل Avicel PH 102 : أبعاد أجزائه أقل من 90 ميكرون، ورطوبته النسبية أقل من 5%.
3-	آفيسيل Avicel PH 103 : أبعاد أجزائه أقل من 50 ميكرون، ورطوبته النسبية أقل من 2%.
4-	آفيسيل Avicel PH 105 : أبعاد أجزائه أقل من 20 ميكرون، ورطوبته النسبية أقل من 3%، و له قدرة مزلقة.
5-	آفيسيل Avicel PH 112 : أبعاد أجزائه أقل من 90 ميكرون، ورطوبته النسبية أقل من 1%.
6-	آفيسيل Avicel PH 113 : أبعاد أجزائه أقل من 50 ميكرون، ورطوبته النسبية أقل من 1%.
7-	آفيسيل Avicel PH 200 : أبعاد أجزائه أقل من 180 ميكرون، ورطوبته النسبية أقل من 5%، انسيابيته ممتازة بالمقارنة مع المشتقات الأخرى.
8-	آفيسيل Avicel PH 301 : أبعاد أجزائه أقل من 50 ميكرون، ورطوبته النسبية أقل من 5%، و زمن انسيابه أقل من Avicel PH 101 ، و يختلف عن Aivcel PH 102 بانسيابيته المرتفعة وكثافته المرتفعة.
9-	آفيسيل Avicel PH 302 : أبعاد أجزائه أقل من 90 ميكرون، ورطوبته النسبية أقل من 5%.

## السكروز
يشتق من مصدر نباتي وهو سواغ صيدلاني شائع الاستخدام. ولكن من سيئاته أنه أكثر حساسية للرطوبة من اللاكتوز مما حد من استخدامه بالأشكال الجرعية الصلبة. كما أن توافقه ضعيف بشكله النقي ولكن وجدت أشكال معدلة منه للاستخدام بالضغط المباشر.
تستخدم عادة السكاكر القابلة للضغط (كالسكروز) بالأقراص السكرية والقابلة للمضغ بسبب انحلاليتها العالية وطعمها الحلو.

## مزائج من الممددات:Mixtures
على الرغم من تعدد أنواع ممدات الضغط المباشر فإننا لم نحصل على عامل ممدد مثال. فاللاكتوز المجفف بالإرذاذ يتمتع بخواص انسيابية جيدة لكنه يشكل مضغوطات ضعيفة التماسك، بينما يشكل السللوز دقيق التبلور مضغوطات قوية متماسكة على الرغم من انسيابيته الضعيفة. لذلك نلجأ لتوليف عدة ممددات ضمن الصيغة لجمع مزايا كل نوع والتغلب على سيئاته.
فمؤخراً تم مزج (اللاكتوز والبوفيدون) Ludipress® أو (السللوز واللاكتوز) Cellactose أو (اللاكتوز اللامائي ولاستيلول اللامائي)

### ® Ludipress
عامل رابط جاف، يتكون من 93% لاكتوز و 7% بولي فينيل بيروليدون (kollidon CL – kollidon 30 )، و يحوي عاملاً مفككاً هو كروس بوفيدون يُسوَّق من قبل شركة BASF